# 第四十四屆威廉瓊斯盃國際籃球邀請賽
第44屆雙北威廉瓊斯盃國際籃球邀請賽於2025年7月舉辦，女子組賽事於7月2日至7月6日在臺北和平籃球館舉行，男子組賽事於7月12日至7月20日在新北市立新莊體育館舉行。電視由緯來電視網轉播，緯來體育台的YouTube、Twitch頻道以及公視+會進行網路轉播。

## 女子組

### 參賽隊伍
- 中華隊[6]
- 世大運培訓隊[7]
- 日本（世大運代表隊[8]）
- 韓國（國家隊[9]）
- 菲律賓（國家隊[10]）
- 泰國（國家隊[11]）

### 戰績排名
| 排名 | 隊伍         | 賽 | 勝 | 負 | 率   | 勝差 |
| ---- | ------------ | -- | -- | -- | ---- | ---- |
| 1    | 日本         | 5  | 4  | 1  | .800 | —    |
| 2    | 韓國         | 5  | 4  | 1  | .800 | —    |
| 3    | 世大運培訓隊 | 5  | 3  | 2  | .600 | 1    |
| 4    | 中華隊       | 5  | 3  | 2  | .600 | 1    |
| 5    | 菲律賓       | 5  | 1  | 4  | .200 | 3    |
| 6    | 泰國         | 5  | 0  | 5  | .000 | 4    |

### 比賽日誌
| 2025年7月2日 | 日本                                 | 103–49                               | 泰國                                 |  |
| 14:00        | 每節分數： 26–17、24–12、27–14、26–6 | 每節分數： 26–17、24–12、27–14、26–6 | 每節分數： 26–17、24–12、27–14、26–6 |  |
|              |                                      | 詳細數據                             |                                      |  |

| 2025年7月2日 | 韓國                                  | 95–74                                 | 世大運培訓隊                          |  |
| 16:00        | 每節分數： 29–20、20–16、17–19、29–19 | 每節分數： 29–20、20–16、17–19、29–19 | 每節分數： 29–20、20–16、17–19、29–19 |  |
|              |                                       | 詳細數據                              |                                       |  |

| 2025年7月2日 | 菲律賓                                | 59–85                                 | 中華隊                                |  |
| 18:30        | 每節分數： 16–15、19–24、11–24、13–22 | 每節分數： 16–15、19–24、11–24、13–22 | 每節分數： 16–15、19–24、11–24、13–22 |  |
|              |                                       | 詳細數據                              |                                       |  |

| 2025年7月3日 | 日本                                  | 75–69                                 | 韓國                                  |  |
| 14:00        | 每節分數： 12–16、21–20、21–19、21–14 | 每節分數： 12–16、21–20、21–19、21–14 | 每節分數： 12–16、21–20、21–19、21–14 |  |
|              |                                       | 詳細數據                              |                                       |  |

| 2025年7月3日 | 菲律賓                                | 83–66                                 | 泰國                                  |  |
| 16:00        | 每節分數： 22–25、14–12、26–12、21–17 | 每節分數： 22–25、14–12、26–12、21–17 | 每節分數： 22–25、14–12、26–12、21–17 |  |
|              |                                       | 詳細數據                              |                                       |  |

| 2025年7月3日 | 中華隊                              | 62–65                               | 世大運培訓隊                        |  |
| 18:00        | 每節分數： 11–16、8–26、20–5、23–18 | 每節分數： 11–16、8–26、20–5、23–18 | 每節分數： 11–16、8–26、20–5、23–18 |  |
|              |                                     | 詳細數據                            |                                     |  |

| 2025年7月4日 | 韓國                                  | 80–58                                 | 菲律賓                                |  |
| 14:00        | 每節分數： 26–12、19–20、18–16、17–10 | 每節分數： 26–12、19–20、18–16、17–10 | 每節分數： 26–12、19–20、18–16、17–10 |  |
|              |                                       | 詳細數據                              |                                       |  |

| 2025年7月4日 | 世大運培訓隊                         | 51–72                                | 日本                                 |  |
| 16:00        | 每節分數： 14–15、7–18、16–21、14–18 | 每節分數： 14–15、7–18、16–21、14–18 | 每節分數： 14–15、7–18、16–21、14–18 |  |
|              |                                      | 詳細數據                             |                                      |  |

| 2025年7月4日 | 泰國                                 | 64–80                                | 中華隊                               |  |
| 18:00        | 每節分數： 12–23、21–25、22–14、9–18 | 每節分數： 12–23、21–25、22–14、9–18 | 每節分數： 12–23、21–25、22–14、9–18 |  |
|              |                                      | 詳細數據                             |                                      |  |

| 2025年7月5日 | 日本                                  | 94–74                                 | 菲律賓                                |  |
| 14:00        | 每節分數： 24–24、20–22、22–12、28–16 | 每節分數： 24–24、20–22、22–12、28–16 | 每節分數： 24–24、20–22、22–12、28–16 |  |
|              |                                       | 詳細數據                              |                                       |  |

| 2025年7月5日 | 世大運培訓隊                         | 100–41                               | 泰國                                 |  |
| 16:00        | 每節分數： 19–15、18–1、30–12、33–13 | 每節分數： 19–15、18–1、30–12、33–13 | 每節分數： 19–15、18–1、30–12、33–13 |  |
|              |                                      | 詳細數據                             |                                      |  |

| 2025年7月5日 | 韓國                                  | 92–62                                 | 中華隊                                |  |
| 18:00        | 每節分數： 21–11、23–13、26–23、22–15 | 每節分數： 21–11、23–13、26–23、22–15 | 每節分數： 21–11、23–13、26–23、22–15 |  |
|              |                                       | 詳細數據                              |                                       |  |

| 2025年7月6日 | 泰國                                  | 50–111                                | 韓國                                  |  |
| 14:00        | 每節分數： 13–42、14–22、11–21、12–26 | 每節分數： 13–42、14–22、11–21、12–26 | 每節分數： 13–42、14–22、11–21、12–26 |  |
|              |                                       | 詳細數據                              |                                       |  |

| 2025年7月6日 | 菲律賓                                | 57–76                                 | 世大運培訓隊                          |  |
| 16:00        | 每節分數： 15–11、17–19、11–20、14–26 | 每節分數： 15–11、17–19、11–20、14–26 | 每節分數： 15–11、17–19、11–20、14–26 |  |
|              |                                       | 詳細數據                              |                                       |  |

| 2025年7月6日 | 中華隊                                | 89–79                                 | 日本                                  |  |
| 18:00        | 每節分數： 24–20、27–15、21–27、17–17 | 每節分數： 24–20、27–15、21–27、17–17 | 每節分數： 24–20、27–15、21–27、17–17 |  |
|              |                                       | 詳細數據                              |                                       |  |

### 獎項
| 獎項     | 得主     | 球隊   | 參考   |
| -------- | -------- | ------ | ------ |
| MVP      | 樋口鈴乃 | 日本   | [ 12 ] |
| 最佳五人 | 樋口鈴乃 | 日本   | [ 12 ] |
| 最佳五人 | 藤澤夢   | 日本   | [ 12 ] |
| 最佳五人 | 朴智鉉   | 韓國   | [ 12 ] |
| 最佳五人 | 姜怡瑟   | 韓國   | [ 12 ] |
| 最佳五人 | 庫克斯   | 中華隊 | [ 12 ] |

## 男子組

### 參賽隊伍
- 中華藍[13]
- 中華白[14]
- 日本（年輕潛力球員[15]）
- 菲律賓（Strong Group Athletics[16]）
- 馬來西亞（國家隊[17]）
- 巴林（國家隊[18]）
- 澳洲聯隊（NBL1聯隊[19]）
- 阿聯（國家隊[20]）
- 卡達（國家二隊[21]）

### 戰績排名
| 排名 | 隊伍     | 賽 | 勝 | 負 | 率    | 勝差 |
| ---- | -------- | -- | -- | -- | ----- | ---- |
| 1    | 菲律賓   | 8  | 8  | 0  | 1.000 | —    |
| 2    | 中華藍   | 8  | 7  | 1  | .875  | 1    |
| 3    | 巴林     | 8  | 6  | 2  | .750  | 2    |
| 4    | 中華白   | 8  | 4  | 4  | .500  | 4    |
| 5    | 澳洲聯隊 | 8  | 4  | 4  | .500  | 4    |
| 6    | 馬來西亞 | 8  | 4  | 4  | .500  | 4    |
| 7    | 日本     | 8  | 2  | 6  | .250  | 6    |
| 8    | 卡達     | 8  | 1  | 7  | .125  | 7    |
| 9    | 阿聯     | 8  | 0  | 8  | .000  | 8    |

### 比賽日誌
| 2025年7月12日 | 巴林                                  | 85–69                                 | 日本                                  |  |
| 13:00         | 每節分數： 31–15、18–20、23–18、13–16 | 每節分數： 31–15、18–20、23–18、13–16 | 每節分數： 31–15、18–20、23–18、13–16 |  |
|               |                                       | 詳細數據                              |                                       |  |

| 2025年7月12日 | 卡達                                  | 80–74                                 | 阿聯                                  |  |
| 15:00         | 每節分數： 11–16、27–16、24–15、18–27 | 每節分數： 11–16、27–16、24–15、18–27 | 每節分數： 11–16、27–16、24–15、18–27 |  |
|               |                                       | 詳細數據                              |                                       |  |

| 2025年7月12日 | 馬來西亞                             | 63–78                                | 中華白                               |  |
| 17:00         | 每節分數： 24–17、22–25、10–21、7–15 | 每節分數： 24–17、22–25、10–21、7–15 | 每節分數： 24–17、22–25、10–21、7–15 |  |
|               |                                      | 詳細數據                             |                                      |  |

| 2025年7月12日 | 澳洲聯隊                             | 56–90                                | 中華藍                               |  |
| 19:30         | 每節分數： 6–32、10–22、14–21、26–15 | 每節分數： 6–32、10–22、14–21、26–15 | 每節分數： 6–32、10–22、14–21、26–15 |  |
|               |                                      | 詳細數據                             |                                      |  |

| 2025年7月13日 | 日本                                              | 86–84（OT）                                       | 卡達                                              |  |
| 13:00         | 每節分數： 17–23、16–16、26–16、19–23、加时： 8–6 | 每節分數： 17–23、16–16、26–16、19–23、加时： 8–6 | 每節分數： 17–23、16–16、26–16、19–23、加时： 8–6 |  |
|               |                                                   | 詳細數據                                          |                                                   |  |

| 2025年7月13日 | 阿聯                                 | 72–81                                | 澳洲聯隊                             |  |
| 15:00         | 每節分數： 16–7、15–24、16–26、25–24 | 每節分數： 16–7、15–24、16–26、25–24 | 每節分數： 16–7、15–24、16–26、25–24 |  |
|               |                                      | 詳細數據                             |                                      |  |

| 2025年7月13日 | 中華白                                | 63–71                                 | 巴林                                  |  |
| 17:00         | 每節分數： 25–17、10–21、11–11、17–22 | 每節分數： 25–17、10–21、11–11、17–22 | 每節分數： 25–17、10–21、11–11、17–22 |  |
|               |                                       | 詳細數據                              |                                       |  |

| 2025年7月13日 | 中華藍                              | 56–67                               | 菲律賓                              |  |
| 19:00         | 每節分數： 19–7、16–21、2–26、19–13 | 每節分數： 19–7、16–21、2–26、19–13 | 每節分數： 19–7、16–21、2–26、19–13 |  |
|               |                                     | 詳細數據                            |                                     |  |

| 2025年7月14日 | 巴林                                  | 81–69                                 | 馬來西亞                              |  |
| 13:00         | 每節分數： 15–13、20–25、25–10、21–21 | 每節分數： 15–13、20–25、25–10、21–21 | 每節分數： 15–13、20–25、25–10、21–21 |  |
|               |                                       | 詳細數據                              |                                       |  |

| 2025年7月14日 | 卡達                                  | 77–82                                 | 澳洲聯隊                              |  |
| 15:00         | 每節分數： 21–19、15–19、19–19、22–25 | 每節分數： 21–19、15–19、19–19、22–25 | 每節分數： 21–19、15–19、19–19、22–25 |  |
|               |                                       | 詳細數據                              |                                       |  |

| 2025年7月14日 | 菲律賓                                | 79–67                                 | 日本                                  |  |
| 17:00         | 每節分數： 21–11、18–22、22–18、18–16 | 每節分數： 21–11、18–22、22–18、18–16 | 每節分數： 21–11、18–22、22–18、18–16 |  |
|               |                                       | 詳細數據                              |                                       |  |

| 2025年7月14日 | 阿聯                                  | 73–88                                 | 中華藍                                |  |
| 19:00         | 每節分數： 17–25、23–17、16–21、17–25 | 每節分數： 17–25、23–17、16–21、17–25 | 每節分數： 17–25、23–17、16–21、17–25 |  |
|               |                                       | 詳細數據                              |                                       |  |

| 2025年7月15日 | 澳洲聯隊                              | 91–106                                | 巴林                                  |  |
| 13:00         | 每節分數： 17–32、25–24、21–27、28–23 | 每節分數： 17–32、25–24、21–27、28–23 | 每節分數： 17–32、25–24、21–27、28–23 |  |
|               |                                       | 詳細數據                              |                                       |  |

| 2025年7月15日 | 馬來西亞                              | 88–87                                 | 阿聯                                  |  |
| 15:00         | 每節分數： 28–28、27–22、15–18、18–19 | 每節分數： 28–28、27–22、15–18、18–19 | 每節分數： 28–28、27–22、15–18、18–19 |  |
|               |                                       | 詳細數據                              |                                       |  |

| 2025年7月15日 | 菲律賓                               | 81–54                                | 卡達                                 |  |
| 17:00         | 每節分數： 21–9、13–16、18–14、29–15 | 每節分數： 21–9、13–16、18–14、29–15 | 每節分數： 21–9、13–16、18–14、29–15 |  |
|               |                                      | 詳細數據                             |                                      |  |

| 2025年7月15日 | 中華藍                                | 92–80                                 | 中華白                                |  |
| 19:00         | 每節分數： 24–18、22–10、25–18、21–34 | 每節分數： 24–18、22–10、25–18、21–34 | 每節分數： 24–18、22–10、25–18、21–34 |  |
|               |                                       | 詳細數據                              |                                       |  |

| 2025年7月16日 | 巴林                                 | 77–71                                | 阿聯                                 |  |
| 13:00         | 每節分數： 24–9、15–20、17–25、21–17 | 每節分數： 24–9、15–20、17–25、21–17 | 每節分數： 24–9、15–20、17–25、21–17 |  |
|               |                                      | 詳細數據                             |                                      |  |

| 2025年7月16日 | 馬來西亞                              | 64–61                                 | 日本                                  |  |
| 15:00         | 每節分數： 12–12、18–17、20–17、14–15 | 每節分數： 12–12、18–17、20–17、14–15 | 每節分數： 12–12、18–17、20–17、14–15 |  |
|               |                                       | 詳細數據                              |                                       |  |

| 2025年7月16日 | 澳洲聯隊                              | 75–91                                 | 菲律賓                                |  |
| 17:00         | 每節分數： 13–24、17–23、20–21、25–23 | 每節分數： 13–24、17–23、20–21、25–23 | 每節分數： 13–24、17–23、20–21、25–23 |  |
|               |                                       | 詳細數據                              |                                       |  |

| 2025年7月16日 | 中華白                               | 72–61                                | 卡達                                 |  |
| 19:00         | 每節分數： 13–18、18–20、27–19、14–4 | 每節分數： 13–18、18–20、27–19、14–4 | 每節分數： 13–18、18–20、27–19、14–4 |  |
|               |                                      | 詳細數據                             |                                      |  |

| 2025年7月17日 | 阿聯                                 | 55–74                                | 日本                                 |  |
| 13:00         | 每節分數： 18–17、9–23、18–12、10–22 | 每節分數： 18–17、9–23、18–12、10–22 | 每節分數： 18–17、9–23、18–12、10–22 |  |
|               |                                      | 詳細數據                             |                                      |  |

| 2025年7月17日 | 卡達                                 | 47–81                                | 巴林                                 |  |
| 15:00         | 每節分數： 17–17、4–22、11–22、15–20 | 每節分數： 17–17、4–22、11–22、15–20 | 每節分數： 17–17、4–22、11–22、15–20 |  |
|               |                                      | 詳細數據                             |                                      |  |

| 2025年7月17日 | 菲律賓                                | 107–75                                | 中華白                                |  |
| 17:00         | 每節分數： 25–17、36–16、21–21、25–21 | 每節分數： 25–17、36–16、21–21、25–21 | 每節分數： 25–17、36–16、21–21、25–21 |  |
|               |                                       | 詳細數據                              |                                       |  |

| 2025年7月17日 | 中華藍                               | 89–63                                | 馬來西亞                             |  |
| 19:00         | 每節分數： 20–8、17–19、28–16、24–20 | 每節分數： 20–8、17–19、28–16、24–20 | 每節分數： 20–8、17–19、28–16、24–20 |  |
|               |                                      | 詳細數據                             |                                      |  |

| 2025年7月18日 | 日本                                  | 65–68                                 | 澳洲聯隊                              |  |
| 13:00         | 每節分數： 22–16、11–12、17–22、15–18 | 每節分數： 22–16、11–12、17–22、15–18 | 每節分數： 22–16、11–12、17–22、15–18 |  |
|               |                                       | 詳細數據                              |                                       |  |

| 2025年7月18日 | 馬來西亞                              | 98–106                                | 菲律賓                                |  |
| 15:00         | 每節分數： 20–34、27–22、17–31、34–19 | 每節分數： 20–34、27–22、17–31、34–19 | 每節分數： 20–34、27–22、17–31、34–19 |  |
|               |                                       | 詳細數據                              |                                       |  |

| 2025年7月18日 | 中華白                               | 88–66                                | 阿聯                                 |  |
| 17:00         | 每節分數： 19–17、26–20、26–26、17–3 | 每節分數： 19–17、26–20、26–26、17–3 | 每節分數： 19–17、26–20、26–26、17–3 |  |
|               |                                      | 詳細數據                             |                                      |  |

| 2025年7月18日 | 巴林                                  | 50–93                                 | 中華藍                                |  |
| 19:00         | 每節分數： 18–31、12–29、10–16、10–17 | 每節分數： 18–31、12–29、10–16、10–17 | 每節分數： 18–31、12–29、10–16、10–17 |  |
|               |                                       | 詳細數據                              |                                       |  |

| 2025年7月19日 | 澳洲聯隊                              | 85–91                                 | 馬來西亞                              |  |
| 13:00         | 每節分數： 23–24、17–25、18–25、27–17 | 每節分數： 23–24、17–25、18–25、27–17 | 每節分數： 23–24、17–25、18–25、27–17 |  |
|               |                                       | 詳細數據                              |                                       |  |

| 2025年7月19日 | 菲律賓                               | 92–68                                | 巴林                                 |  |
| 15:00         | 每節分數： 30–23、24–20、21–21、17–4 | 每節分數： 30–23、24–20、21–21、17–4 | 每節分數： 30–23、24–20、21–21、17–4 |  |
|               |                                      | 詳細數據                             |                                      |  |

| 2025年7月19日 | 中華白                                            | 76–74（OT）                                       | 日本                                              |  |
| 17:00         | 每節分數： 14–18、21–20、10–16、23–14、加时： 8–6 | 每節分數： 14–18、21–20、10–16、23–14、加时： 8–6 | 每節分數： 14–18、21–20、10–16、23–14、加时： 8–6 |  |
|               |                                                   | 詳細數據                                          |                                                   |  |

| 2025年7月19日 | 中華藍                                | 82–63                                 | 卡達                                  |  |
| 19:00         | 每節分數： 22–18、15–16、24–12、21–17 | 每節分數： 22–18、15–16、24–12、21–17 | 每節分數： 22–18、15–16、24–12、21–17 |  |
|               |                                       | 詳細數據                              |                                       |  |

| 2025年7月20日 | 卡達                                 | 52–73                                | 馬來西亞                             |  |
| 13:00         | 每節分數： 16–20、15–19、12–16、9–18 | 每節分數： 16–20、15–19、12–16、9–18 | 每節分數： 16–20、15–19、12–16、9–18 |  |
|               |                                      | 詳細數據                             |                                      |  |

| 2025年7月20日 | 菲律賓                                | 87–62                                 | 阿聯                                  |  |
| 15:00         | 每節分數： 18–19、19–17、25–16、25–10 | 每節分數： 18–19、19–17、25–16、25–10 | 每節分數： 18–19、19–17、25–16、25–10 |  |
|               |                                       | 詳細數據                              |                                       |  |

| 2025年7月20日 | 澳洲聯隊                              | 86–83                                 | 中華白                                |  |
| 17:00         | 每節分數： 22–20、18–24、28–22、18–17 | 每節分數： 22–20、18–24、28–22、18–17 | 每節分數： 22–20、18–24、28–22、18–17 |  |
|               |                                       | 詳細數據                              |                                       |  |

| 2025年7月20日 | 日本                                 | 58–83                                | 中華藍                               |  |
| 19:00         | 每節分數： 20–13、16–23、14–24、8–23 | 每節分數： 20–13、16–23、14–24、8–23 | 每節分數： 20–13、16–23、14–24、8–23 |  |
|               |                                      | 詳細數據                             |                                      |  |

### 獎項
| 獎項     | 得主          | 球隊   | 參考   |
| -------- | ------------- | ------ | ------ |
| MVP      | 安德鲁·罗伯森 | 菲律賓 | [ 22 ] |
| 最佳五人 | 賀丹          | 中華藍 | [ 22 ] |
| 最佳五人 | 賀博          | 中華藍 | [ 22 ] |
| 最佳五人 | 陳盈駿        | 中華藍 | [ 22 ] |
| 最佳五人 | 安德鲁·罗伯森 | 菲律賓 | [ 22 ] |
| 最佳五人 | 泰胡安·阿基   | 菲律賓 | [ 22 ] |

## 外部連結
- 官方网站